# 南街站
南街站（英語：South Street station）位于马萨诸塞州波士顿布莱顿区联邦大道与南街交汇路口，是马萨诸塞湾交通局运营的轻轨绿线B支线车站。据2011年统计，南街站日均客流量只有214人，是B支线所有车站中最空闲的车站。

## 车站结构
| G 街道/站台层 | 側式月台，右侧开门 | 側式月台，右侧开门    |
| G 街道/站台层 | 出城               | 往波士顿学院 (终点站) |
| G 街道/站台层 | 入城               | 往公园街站 (栗山大道) |
| G 街道/站台层 | 側式月台，右侧开门 |                       |